# Ruta Estatal de Alabama 21
La Ruta Estatal de Alabama 21, y abreviada SR 21 (en inglés: Alabama State Route 21) es una carretera estatal estadounidense ubicada en el estado de Alabama, cruza los condados de Calhoun, Talladega, Coosa, Elmore, Montgomery, Lowndes, Wilcox, Monroe y Escambia. La carretera inicia en el Sur desde la FL 97  en la línea estatal con Florida sigue en sentido Noreste hasta finalizar en la AL 9     en Piedmont, tiene una longitud de 449,4 km (279.2 mi).

## Mantenimiento
Al igual que las autopistas interestatales, y las rutas federales y el resto de carreteras estatales, la Ruta Estatal de Alabama 21 es administrada y mantenida por el Departamento de Transporte de Alabama por sus siglas en inglés ALDOT.

## Cruces
La Ruta Estatal de Alabama 21 es atravesada principalmente por los siguientes cruces:
- US 31  en Atmore
- I 65  al norte de Atmore
- US 84  en Monroeville
- US 31  en Montgomery
- US 80  en Montgomery
- US 82  en Montgomery
- I 65  en Montgomery
- US 331  en Montgomery
- US 231  en Montgomery
- I 85  en Montgomery
- US 280  en Sylacauga
- I 20  en Oxford
- US 78  US 431  en Oxford